# 全国小学生テニス選手権大会
全国小学生テニス選手権大会（ぜんこくしょうがくせいてにすせんしゅけんたいかい）とは、毎年7月下旬に東京都世田谷区の第一生命相娯園総合グラウンドテニスコートにて行われるテニスの小学生日本一を決める大会である。

## 概説
1983年第1回大会が開催された。2014年で第32回目を迎える。大会はシングルスのみで、ダブルスはない。トーナメント方式で行われ、本戦ではベストオブ3タイブレークセットマッチで勝敗を決する。
まず各都道府県で予選が行われ、その後各都道府県大会成績上位者が参加して地域大会（関東大会など）が行われる。
その地域大会で上位成績を収めた選手が晴れて全国小学生大会に出場できることが出来る。
全国小学生大会（通称・全小）は男女共に64ドロー（56人・8枠がBye）で、3セットマッチノーアドの試合となる。